# Ghazi al-Sadiq
Ghazi al-Sadiq (Ghazi al-Sadiq Abdel Rahim, arabisch غازي الصادق) (geb. im 20. Jahrhundert; gest. 19. August 2012) war ein Politiker im Sudan. Im Juli 2012 wurde er als Minister für Religiöse Angelegenheiten (Guidance and Religious Endowments Minister) ernannt. Davor war er Minister of Tourism and Antiquities gewesen.
Er starb bei einem Flugunfall am 19. August 2012 bei Talodi, Dschanub Kurdufan, Sudan, in welchem mindestens 31 weitere Personen getötet wurden. In ersten Berichten war von einem möglichen Angriff der Sudan People’s Liberation Movement North die Rede, aber der Informationsminister des Sudan verkündete später bei Radio Omdurman, dass schlechtes Wetter die Ursache für das Unglück gewesen sei. Das Flugzeug beförderte eine Delegation zu einer Feier des Eid al-Fitr-Feier, um das Ende des Ramadan zu begehen. Mindestens 31 weitere Personen starben bei dem Unglück, mehrere Mitglieder der Regierung, mehrere hochrangige Mitglieder der Sudanesischen Streitkräfte (al-Quwwāt al-musallaḥa as-sūdāniyya, Sudanese Armed Forces, SAF), der Vorsitzende der Gerechtigkeitspartei und andere Beamte sowie ein Fernsehteam.